# Лорен Бредмор
Лорен Бредмор (англ. Lauren Breadmore; нар. 1 червня 1983) — колишня австралійська тенісистка.
Найвищу одиночну позицію світового рейтингу — 221 місце досягла 25 вересня 2006, парну — 248 місце — 8 серпня 2005 року.
Здобула 3 одиночні та 2 парні титули туру ITF.
Завершила кар'єру 2011 року.

## Фінали ITF
| Легенда         |
| --------------- |
| турніри $50,000 |
| турніри $25,000 |
| турніри $10,000 |

### Одиночний розряд: 6 (3–3)
| Результат | Ранг | Дата           | Турнір                        | Покриття | Суперниця       | Рахунок       |
| --------- | ---- | -------------- | ----------------------------- | -------- | --------------- | ------------- |
| Перемога  | 1.   | 2 лютого 2003  | ITF Веллінгтон, Нова Зеландія | Тверде   | Дубравка Купач  | 6–3, 2–6, 7–5 |
| Поразка   | 1.   | 9 березня 2003 | ITF Воррнамбул, Австралія     | Трава    | Монік Адамчак   | 2–6, 6–4, 3–6 |
| Поразка   | 2.   | 8 лютого 2004  | ITF Веллінгтон, Нова Зеландія | Тверде   | Сінді Вотсон    | 4–6, 1–6      |
| Перемога  | 2.   | 24 квітня 2005 | ITF Ямаґуті, Японія           | Ґрунт    | Такао Еріка     | 6–3, 6–2      |
| Перемога  | 3.   | 16 жовтня 2005 | ITF Лайнем, Австралія         | Ґрунт    | Беті Секуловскі | 7–5, 6–4      |
| Поразка   | 3.   | 30 жовтня 2005 | ITF Токіо, Японія             | Тверде   | Kim Hea-mi      | 3–6, 3–6      |

### Парний розряд: 9 (2–7)
| Результат | Ранг | Дата            | Турнір                           | Покриття | Партнерка         | Суперниці                        | Рахунок          |
| --------- | ---- | --------------- | -------------------------------- | -------- | ----------------- | -------------------------------- | ---------------- |
| Поразка   | 1.   | 19 травня 2002  | ITF Тель-Авів, Ізраїль           | Тверде   | Наталі Нері       | Ципора Обзилер Гіла Розен        | 6–4, 3–6, 2–6    |
| Поразка   | 2.   | 28 травня 2002  | ITF Варшава, Польща              | Ґрунт    | Марія Бобоєдова   | Єнні Ліндстрем Марія Вольфбрандт | 3–6, 2–6         |
| Поразка   | 3.   | 28 липня 2002   | ITF Гардоне-Валь-Тромпія, Італія | Ґрунт    | Ева Ербова        | Джулія Меруцці Дина Милошевич    | 5–7, 5–7         |
| Перемога  | 1.   | 1 лютого 2003   | ITF Веллінгтон, Нова Зеландія    | Тверде   | Крістен ван Елден | Чжуан Цзяжун Ілк Джерс           | 6–4, 6–1         |
| Поразка   | 4.   | 14 березня 2004 | ITF Беналла, Австралія           | Трава    | Кейсі Смеші       | Пола Марама Еден Марама          | 5–7, 1–6         |
| Поразка   | 5.   | 30 січня 2005   | ITF Вайколоа, США                | Тверде   | Такасе Аямі       | Наталі Грандін Кейсі Смеші       | 3–6, 4–6         |
| Перемога  | 2.   | 26 березня 2005 | ITF Афіни, Греція                | Ґрунт    | Орелі Веді        | Меделіна Гожня Леноре Лезерою    | 6–3, 7–5         |
| Поразка   | 6.   | 17 липня 2005   | ITF Гамільтон, Канада            | Ґрунт    | Лорен Барніков    | Їдзіма Куміко Намігата Дзюнрі    | 7–6(4), 2–6, 2–6 |
| Поразка   | 7.   | 25 жовтня 2005  | ITF Токіо, Японія                | Тверде   | Аннетте Кольб     | Арай Макі Kim Hea-mi             | 4–6, 6–7(5)      |